# 雷茨巴赫
雷茨巴赫是奥地利下奥地利州霍拉布伦县的一个市镇。总面积18.14平方公里，总人口1079人，人口密度59.5人/平方公里（2005年）。